# Volmerange-les-Mines
 Volmerange-les-Mines  es una población y comuna francesa, en la región de Lorena, departamento de Mosela, en el distrito de Thionville-Est y cantón de Cattenom.

## Demografía
| 1546 | 1511 | 1607 | 1767 | 1755 | 1725 |
| Para los censos de 1962 a 1999 la población legal corresponde a la población sin duplicidades (Fuente: INSEE [Consultar]) |      |      |      |      |      |